# Isaiah Hill
Isaiah Rahsaan Hill (* 2. Oktober 2002 in South Orange, New Jersey) ist ein US-amerikanisches Model und Schauspieler. Er ist bekannt für seine Rolle als Jace Carson in der Apple TV+ Serie Swagger, einer Figur, die auf Kevin Durant beruht. Derzeit spielt er College-Basketball für das College of Alameda in Kalifornien, wo er durchschnittlich 16,5 Punkte und 6 Rebounds pro Spiel erzielt.

## Leben und Karriere
Isaiah Hill wurde in South Orange, New Jersey, geboren. Sein Vater Malaney Hill ist der Bruder von Musikerin und Schauspielerin Lauryn Hill, seine Mutter Felicia arbeitet im Marketing. Zu seinen Cousins gehören das Model Selah Marley und der Reggae-Künstler YG Marley.
Als Kind hatte er einen kurzen Auftritt in der US-amerikanischen Fernsehsendung Sesame Street.
Während seiner Kindheit träumte Hill davon, professioneller Basketballspieler zu werden. Er spielte zunächst Highschool-Basketball für die Union Catholic Regional High School in Scotch Plains, New Jersey, bevor er in seinem letzten Schuljahr an die Columbia High School wechselte.
Im Jahr 2021 erhielt Hill seine erste offizielle Schauspielrolle als Jace Carson, eine Figur, die lose auf dem Leben des Basketballspielers Kevin Durant basiert, in dem Sportdrama Swagger auf Apple TV+. Die Serie lief über zwei Staffeln.
2022 gewann er als Teil des Ensembles den Preis für die Beste Besetzung bei den African-American Film Critics Association TV Awards. Zudem wurde Hill von BET in die erste Ausgabe der Young Black Hollywood Stars to Watch-Liste aufgenommen.

## Filmografie
- 2021–2023: Swagger (Fernsehserie)
- TBA: One Spoon of Chocolate (Film)